# Nymphidium acherois
Espèce
Nymphidium acherois est une espèce d'insectes lépidoptères (papillons) appartenant à la famille des Riodinidae, à la sous-famille des Riodininae et au genre Nymphidium.

## Taxonomie
Nymphidium acherois a été décrit par Jean-Baptiste Alphonse Dechauffour de Boisduval en 1836 sous le nom de Desmozona acherois.

### Sous-espèces
- Nymphidium acherois acherois, présent en Guyane
- Nymphidium acherois erymanthus (Ménétriés, 1855);présent au Brésil[1].

### Noms vernaculaires
Nymphidium acherois se nomme Acherois Metalmark en anglais.

## Description
Nymphidium acherois est un papillon blanc à bordure orange encadrée de marron . Aux ailes antérieures la bordure du bord costal est orange finement bordée de marron alors qu'au bord externe une fine ligne argentée festonne la marge marron, et qu'après la bande orange la bande marron délimite une petite tache blanche ronde à l'apex. Aux ailes postérieures au bord externe une fine ligne argentée festonne la marge marron, la bande orange est large et bordée de marron.
Le corps est coloré dans la continuité des ailes, partie céphalique orange, corps blanc à extrémité marron.

## Écologie et distribution
Nymphidium acherois est présent en Guyane et au Brésil.